# Ray Sefo
"Sugar" Ray Sefo (nascido em 15 de fevereiro de 1971) é um famoso ex-kickboxer   de pesos pesados neozelandês que participou 8 vezes nas finais do K-1 World Grand Prix . Também participou em competições de Pugilismo, MMA e Muay Thai , tendo ganho nesta última modalidade vários títulos . 
 Hoje é um treinador muito requisitado (trabalha no ginásio Xtreme Couture  ) e é muito usual vermos no canto de lutadores de MMA , nomeadamente no torneio UFC, devido a ter sido um grande striker : era uma adversário muito temido porque tinha um boxe muito poderoso e explosivo que levou ao nocaute muitos oponentes durante a sua carreira. Os seus combates eram muito apreciados devido à sua entrega total no ringue na procura rápida do  K.O..

## Títulos
- 1997 WKA World Super Heavyweight World champion.
- 1996 WMTF World Heavyweight champion.
- 1996 ISKA World Super Cruiserweight Champion.
- 1995 ISKA World Cruiserweight Champion
- 1994 ISKA World Light Cruiserweight Champion.
- 1992 WMTF World Light Heavyweight Champion.
- 1992 South Pacific Cruiserweight Champion.
- 1991 New Zealand Cruiserweight Champion.
- 1990 New Zealand Heavyweight Champion.